# “三三一”惨案纪念碑
“三三一”惨案纪念碑位於重慶市渝中区金汤街鼓楼巷与通远门城墙交界处。1992年3月19日列為重慶市第二批市級文物保護單位。2022年7月29日公布为重庆市文物保护单位（革命文物类）。